# Possession (droit)
 (octobre 2017).
Si vous disposez d'ouvrages ou d'articles de référence ou si vous connaissez des sites web de qualité traitant du thème abordé ici, merci de compléter l'article en donnant les références utiles à sa vérifiabilité et en les liant à la section « Notes et références ».
Pour les articles homonymes, voir Possession.
La possession est une notion des traditions juridiques occidentales, qui désigne une maîtrise de fait sur une chose. Cette maîtrise de fait est considérée comme indépendante de l'existence d'un droit qui la justifierait. C'est en droit romain qu'est apparue la notion de possession, qui s'est distinguée de la propriété.

## Histoire du droit romain

### Le droit classique
Pour les juristes classiques, la possession n'est plus seulement une maîtrise de fait. Elle est également l'intention d'avoir la chose pour soi, c’est-à-dire de bénéficier des avantages reconnus par le droit à cette qualité de possesseur. La possession cesse avec la disparition de la chose ou de celle du possesseur lui-même, ainsi que par la disparition de l'animus (la volonté de posséder). Le possesseur bénéficie de la protection possessoire avec les interdits possessoires.
Il faut noter qu'en cas d'interruption passagère (ex. : le chalet que nous possédons à la montagne n'est plus accessible à cause de la neige), nous pouvons posséder animo solo, alors que nous avons perdu le corpus.
Le droit romain considère que la possession est strictement personnelle : la copossession est en principe interdite. Ainsi, le locataire n'est pas possesseur, mais uniquement un simple détenteur de la chose. Cependant, le cas du précariste (celui qui a la charge d'administrer les terres d'un grand propriétaire terrien) est une exception à ce principe. En effet, pour protéger les biens donnés à titre de précaire, le précariste ainsi que propriétaire disposaient de la protection de la possession. Le précariste pouvait intenter ces actions contre tout tiers gênant sa possession, sauf contre le propriétaire.

### Le droit post-classique
Au Bas-Empire, il y a une certaine confusion entre les notions de possession et de propriété. La protection interdictale est profondément modifiée.

## Droit comparé
La possession est une notion qui existe de nos jours à la fois en common law et en droit romano-germanique, mais pas forcément dans les autres familles de traditions juridiques.
Elle sert principalement au transfert de la propriété ou à la présomption de celle-ci. 
Le possesseur se comporte comme le titulaire d'un droit réel sans qu'importe de savoir si ce droit réel existe ou pas. Dans la majeure partie des cas, le fait coïncide avec le droit : le possesseur est généralement le propriétaire.

### Tradition romano-germanique

#### En droit français
En droit français, la possession est régie dans le Code civil français par les articles 2255 à 2279
La possession est constituée d'un élément matériel, le corpus (accomplissement d'actes matériels sur la chose) et d'un élément psychologique, l'animus domini (s'affirmer comme le propriétaire).
La possession doit être distinguée de la détention précaire. Comme le possesseur, le détenteur précaire exerce un pouvoir sur une chose sans en être le propriétaire, mais à la différence du possesseur, il exerce ce pouvoir en vertu d’un titre qui indique qu’il ne peut pas être le propriétaire. Ainsi le détenteur précaire dispose du corpus mais pas de l'animus. A titre d'exemple, le locataire en vertu d'un contrat de bail doit être considéré comme un détenteur précaire.
La possession permet d'acquérir le droit de propriété par prescription abrégée, ainsi que de lancer les actions de la possession.
En droit français, la possession permet par usucapion d'accéder à la propriété, au terme d'un délai de prescription de 30 ans ou, en cas de bonne foi et en présence d'un titre, de 10 ans, en matière immobilière.

#### En droit québécois
En droit québécois, les articles 921 à 933 du Code civil du Québec contiennent les règles applicables en matière de possession.

#### En droit suisse
En droit suisse, la possession est régie par les art. 919 à 941 du Code civil suisse. Le transfert ou la mise en possession est nécessaire pour le transfert de la propriété mobilière (art. 714 al. 1 CCS).

## En philosophie du droit
Kant considère dans son ouvrage Doctrine du Droit que le monde existerait pour être approprié par le sujet humain, et que la liberté consisterait en ce rapport de possession : ainsi, pour lui, la possession est un rapport de domination de la nature inhérent à l'essence humaine, et dont la propriété n'est qu'une expression.